# Marina Zambelli
Marina Zambelli (née le 1er janvier 1990 à Alzano Lombardo, dans la province de Bergame, en Lombardie) est une joueuse italienne de volley-ball. Elle mesure 1,87 m et joue au poste de centrale.

## Clubs
| Club                   | Pays   | De        | À         |
| ---------------------- | ------ | --------- | --------- |
| Pallavolo Zogno        | Italie | 2003-2004 | 2003-2004 |
| Volley Bergamo         | Italie | 2004-2005 | 2005-2006 |
| Club Italia            | Italie | 2006-2007 | 2006-2007 |
| Volley Bergamo         | Italie | 2007-2008 | 2010-2011 |
| Volleyball Santa Croce | Italie | 2011-2012 | 2011-2012 |
| Volley Bergamo         | Italie | 2012-2013 | 2012-2013 |
| ES Le Cannet           | France | 2013-2014 | 2014-2015 |

## Palmarès

### Équipe nationale
- Championnat d'Europe des moins de 20 ans
  - Vainqueur : 2008.

### Clubs
- Ligue des champions
  - Vainqueur : 2010.
- Championnat d'Italie
  - Vainqueur : 2011.
- Coupe de France
  - Vainqueur : 2015

### Récompenses individuelles
- Championnat d'Europe féminin de volley-ball des moins de 20 ans 2008: Meilleure contreuse.